# Cymbidium tigrinum
Cymbidium tigrinum är en orkidéart som beskrevs av Charles Samuel Pollock Parish och William Jackson Hooker. Cymbidium tigrinum ingår i släktet Cymbidium, och familjen orkidéer. Inga underarter finns listade i Catalogue of Life.

## Bildgalleri

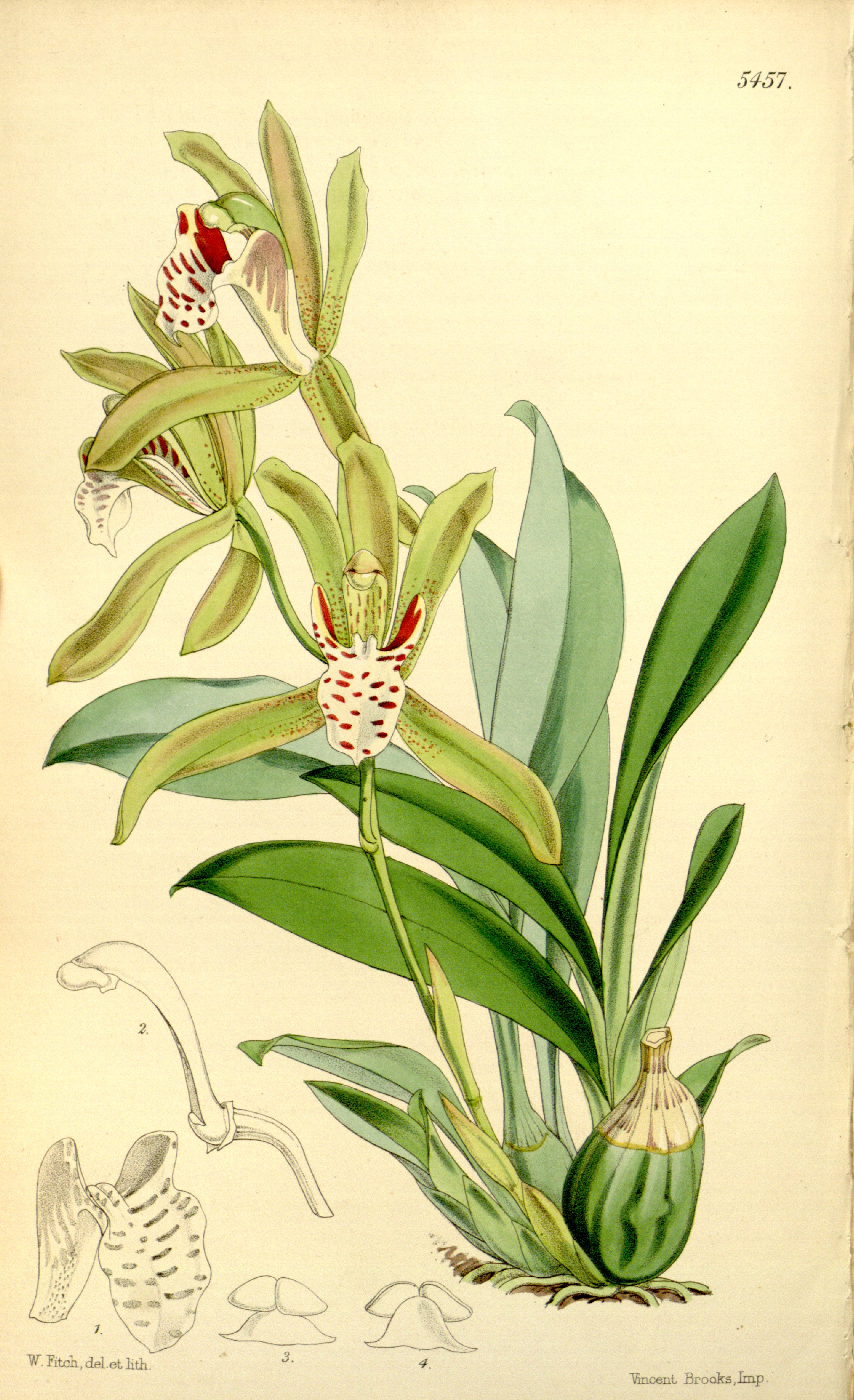